# Anschlag in einer Regionalbahn bei Würzburg
Bei einem Anschlag in einer Regionalbahn bei Würzburg am 18. Juli 2016 verletzte ein in Deutschland als minderjährig und unbegleitet registrierter Flüchtling aus Afghanistan fünf Menschen mit einem Beil und einem Messer, vier davon schwer. Der Täter wurde in der Folge von einem Spezialeinsatzkommando (SEK) der Polizei erschossen. Die Ermittlungsbehörden gingen von einer islamistisch motivierten Tat aus.

## Tathergang
Am 18. Juli 2016 verließ der Täter gegen 20 Uhr das Haus seiner Pflegeeltern in Gaukönigshofen, einer Gemeinde mit rund 2500 Einwohnern 20 Kilometer südlich von Würzburg. Diesen sagte er, dass er Fahrrad fahren wolle und es „etwas länger dauern“ könne.
Gegen 21 Uhr bestieg der Täter am rund acht Kilometer entfernten Bahnhof in Ochsenfurt die auf der Bahnstrecke Treuchtlingen–Würzburg verkehrende Regionalbahn (RB) 58130 in Fahrtrichtung Würzburg, für die ein Triebwagen der Baureihe 440 verkehrte. Der Täter ging zunächst auf die Toilette. Etwa 15 Minuten später griff er zwischen den Stationen Winterhausen und Würzburg Süd Mitreisende mit einem Beil und einem Messer an. Laut dem zuständigen Oberstaatsanwalt der Staatsanwaltschaft Bamberg war auf einem aufgezeichneten Handy-Notruf der Ausruf „Allahu akbar“ deutlich zu verstehen. Nachdem der Zug bei Würzburg-Heidingsfeld durch eine Notbremsung zum Stehen gekommen war, floh der Täter aus dem Zug. Anschließend schlug er einer Passantin, die mit ihrem Hund spazieren ging, mit dem Beil zweimal ins Gesicht.
Das Spezialeinsatzkommando Südbayern aus München, das sich wegen eines anderen Einsatzes in der Nähe aufhielt, spürte den Täter in den Mainauen in etwa 500 Meter Entfernung vom Zug auf. Als er mit seinen Waffen Polizeibeamte angreifen wollte, trafen ihn diese mit vier Schüssen, davon waren zwei tödlich.

## Opfer
Die vier Opfer im Zug gehörten einer fünfköpfigen Hongkonger Familienreisegruppe an, die von einem Ausflug nach Rothenburg ob der Tauber nach Würzburg zurückkehrte. Nach Angaben der Hongkonger Zeitung South China Morning Post wurden der 62-jährige Ehemann und der 31-jährige Freund der 26-jährigen Tochter lebensgefährlich verletzt, als sie die Ehefrau und die Tochter, die schwere Verletzungen erlitten, vor dem Täter schützen wollten. Ein 17-jähriger Sohn des Ehepaares blieb körperlich unverletzt. Nachdem der Täter den Zug verlassen hatte, verletzte er eine 51-jährige Passantin.
Nach der Rettungsmaßnahme wurden die meisten Opfer ins Universitätsklinikum Würzburg eingeliefert, die 26-jährige Tochter wurde vor ihrer Verlegung in das Universitätsklinikum Würzburg im Klinikum Nürnberg behandelt. Vier Wochen nach der Tat befand sich ein Opfer, der Freund der Tochter der Familie, noch immer im künstlichen Koma und in Lebensgefahr. Auch die drei verletzten Mitglieder der Familien, die Eltern und die Tochter, wurden noch im Klinikum Würzburg behandelt. Die verletzte Deutsche konnte drei Wochen nach der Tat das Klinikum Würzburg verlassen. Mitte November 2016 wurden die chinesischen Opfer aus der Klinik entlassen.
Die Gesellschaft für Deutsch-Chinesische Freundschaft (GDCF) sammelte Spenden für die Tochter sowie den Freund der Tochter, da diese sich nach ihrer Rückkehr nach Hongkong behandeln lassen mussten. Der Freund der Tochter muss regelmäßig ärztliche Hilfe aufsuchen und kämpft mit den psychischen Folgen der Tat, kann aber genau wie die Tochter wieder arbeiten und plant zu heiraten.

## Täter
Der Täter kam Ende Juni 2015 ohne Dokumente über Ungarn und Österreich nach Deutschland. Dabei wurden seine Fingerabdrücke in Ungarn im Eurodac-System erfasst. Ein Sprecher des Bundesinnenministeriums erklärte, die Bundespolizei habe die Personalien des Mannes am 29. Juni 2015 um 03:55 Uhr aufgenommen. In Passau erfolgte die polizeiliche Überprüfung und eine Anzeige wegen des Verdachts der unerlaubten Einreise ohne Pass.
Am 16. Dezember 2015 stellte er unter dem Namen Riaz Khan Ahmadzai (paschtunisch رياض خان احمدزی) einen Asylantrag als unbegleiteter minderjähriger Flüchtling. Dabei gab er an, am 6. April 1999 in Afghanistan geboren worden zu sein. Die nach Stellung des Asylantrages vom Bundesamt für Migration und Flüchtlinge (BAMF) vorgesehene persönliche Anhörung inklusive Anfertigung von Fotos und der Abnahme von Fingerabdrücken wurde nicht vorgenommen. Im März 2016 wurde ihm die Aufenthaltsgestattung erteilt. Am 1. Juli 2016 zog er vom Kolpingheim in Ochsenfurt zu einer Pflegefamilie nach Gaukönigshofen. Laut Angaben des Bayerischen Staatsministeriums für Arbeit und Soziales, Familie und Integration absolvierte er ein Praktikum in einer Bäckerei mit der Aussicht auf eine Lehrstelle.
Die Ermittler bezweifeln Namen, Alter und Herkunft des Täters. Laut den Ermittlungsbehörden kommt auch Pakistan als Herkunft infrage, da in seinem Zimmer ein pakistanisches Dokument gefunden wurde. Das Bekennervideo enthalte zudem mehrere Indizien dafür, dass der Täter aus Pakistan kam. Bei der Durchsuchung des Zimmers des Täters fand die Polizei ein skizziertes Schwarzes Banner der Terrororganisation Islamischer Staat (IS) in einem Collegeblock und einen Abschiedsbrief an seinen Vater in paschtunischer Sprache.
Am Tag nach der Tat beanspruchte der IS über sein Propaganda-Sprachrohr Amaq die Täterschaft für sich und veröffentlichte ein Video im Internet, in dem der Täter, der „Muhammad Riyad“ benannt wird, in paschtunischer Sprache mit einem Messer in der Hand drohte: „Ich bin ein Soldat des Islamischen Staates und beginne eine heilige Operation in Deutschland.“ Weiter sagt er: „Die Zeiten sind vorbei, in denen ihr in unsere Länder gekommen seid, unsere Frauen und Kinder getötet habt und euch keine Fragen gestellt wurden (…) So Gott will, werdet ihr in jeder Straße, in jedem Dorf, in jeder Stadt und auf jedem Flughafen angegriffen. (…) Ihr könnt sehen, dass ich in eurem Land gelebt habe und in eurem Haus. So Gott will, habe ich diesen Plan in eurem eigenen Haus gemacht. Und so Gott will, werde ich euch in eurem eigenen Haus abschlachten.“ Die Echtheit des Bekenner-Videos wurde vom bayerischen Innenministerium bestätigt.
Auslöser für den Angriff im Zug könnte gewesen sein, dass der Täter zwei Tage vor der Tat vom Tod eines Freundes in der Heimat erfahren habe. Dies habe großen Eindruck auf ihn gemacht und ihn nachhaltig verändert, sagte ein Mitarbeiter des Bayerischen Landeskriminalamts.
Ahmadzai hatte Kontakt mit mutmaßlichen Mitgliedern des Islamischen Staats. Ein Kontakt hatte ihm vorgeschlagen mit einem Auto in eine Menschenmenge zu fahren, dies lehnte Ahmadzai mit der Begründung ab, dass er keinen Führerschein besitzt. Er kündigte an stattdessen in einen Zug zu steigen und erstbeste Fahrgäste anzugreifen. Noch wenige Minuten vor dem Attentat hatte der Täter Kontakt zu einer Person im Nahen Osten über eine verschlüsselte Kommunikationsleitung.
Da keine Angehörigen um die Überführung des Leichnams des Täters in dessen Heimat nachgesucht haben, wurde dieser vermutlich in Würzburg anonym beigesetzt. Die Lokalpresse mutmaßte, dass der genaue Ort geheim gehalten werden soll, um zu verhindern, dass sein Grabmal posthum zu einer Pilgerstätte für Gleichgesinnte wird. Bedenken auf Seiten der Behörden, das Grab des Attentäters könnte geschändet werden, könnten jedoch ebenso eine Rolle gespielt haben.

## Ermittlungen
Das Bayerische Landeskriminalamt übernahm zunächst die Ermittlungen. Am 20. Juli 2016 zog Generalbundesanwalt Peter Frank das Ermittlungsverfahren an sich. Es bestehe der Verdacht, der Attentäter habe die Tat als Mitglied des sogenannten Islamischen Staats zielgerichtet begangen. Zudem sei zu klären, ob weitere bislang unbekannte Tatbeteiligte oder Hintermänner in die Tat eingebunden waren.
Die Staatsanwaltschaft Würzburg erklärte auf einer Pressekonferenz am 19. Juli 2016, die Tat sei „wohl politisch motiviert“. Der zuständige Oberstaatsanwalt gab an, der Täter habe „mit Vernichtungswillen“ gehandelt. Die Polizei geht von einer „islamistisch-religiösen“ Motivation aus. Bundesinnenminister Thomas de Maizière spricht von einem Vorfall „im Grenzgebiet zwischen Amoklauf und Terror“. Das Bekennervideo ist laut de Maizière authentisch. Es handele sich um „ein klassisches Abschiedsvideo eines Selbstmordattentäters“. In gleichem Tenor äußerte sich das bayerische Innenministerium. Zudem sei der Ausruf des Täters „Allahu akbar“ deutlich zu verstehen gewesen und „ein objektives Beweismittel“. Anders als in anderen Fällen hat die Erklärung des IS aber kein Täterwissen enthalten.
Die Ermittlungsbehörden sind der Überzeugung, die beiden Polizisten hätten in Notwehr geschossen. Nach Aussage der beiden beteiligten Polizeibeamten hatte der Täter drei bis vier Armlängen Abstand, als er aus dem Gestrüpp auftauchte. Der Täter sei sehr schnell mit erhobener Axt auf die Beamten zugegangen, die sich nur noch mit der Schussabgabe gegen den Angriff hätten wehren können.

## Reaktionen

### Politik
Leung Chun-ying, Regierungschef von Hongkong, verurteilte den Angriff und sprach den Opfern sein Mitgefühl aus. Fünf Tage nach der Tat und einen Tag nach dem Anschlag in München 2016 gab Hongkong eine Reisewarnung für Deutschland aus.
Bundeskanzlerin Angela Merkel ließ durch Regierungssprecher Steffen Seibert ihre Anteilnahme bekanntmachen. Bundespräsident Joachim Gauck rief zu stärkeren Integrationsbemühungen und zu einer verstärkten europäischen Zusammenarbeit bei der Terrorismusbekämpfung auf.

### Debatte um islamistische Radikalisierung
Dem Gewaltforscher Nils Böckler zufolge verwischt die Grenze zwischen Amoklauf und Terroranschlag immer mehr. Grund sei zum einen die erklärte Taktik des IS, der weltweit Sympathisanten zu autonomen Attentaten auffordert. Dadurch hätten auch Amokläufer, die eher aus persönlichen Gründen handelten, die Möglichkeit, ihre Tat ideologisch aufzuladen. Die Täter des Anschlags in Nizza am 14. Juli 2016 und in Würzburg hatten, so Böckler, zudem die Möglichkeit, sich in kurzer Zeit zu radikalisieren. Während es zur „Hochzeit“ von Al-Qaida in den 2000er Jahren oft noch jahrelang gedauert habe, bis sich Täter radikalisierten, bestünden heute im Internet wie auf der Straße immer mehr Möglichkeiten, mit Extremismus in Kontakt zu treten. Dadurch könne eine Radikalisierung heute innerhalb von Wochen erfolgen. Ob es sich dann bei Mordtaten um politisch motivierten Terrorismus oder um einen eher persönlich motivierten Amoklauf mit ideologischem Anstrich handelt, sei unter diesen Bedingungen fast nicht mehr zu unterscheiden.
Der Psychologe Ahmad Mansour und der Politikwissenschaftler Guido Steinberg lehnen die These der „Turboradikalisierung“ als Erklärungsansatz für unerwartete Attentate wie in Würzburg hingegen entschieden ab. Häufig seien Betreuer zu wenig in der Lage, langfristige Radikalisierungstendenzen zu erkennen. Da es keinen „Katalog von Symptomen“ gebe, könne dies einzig über ausgiebige Gespräche geschehen. Die Radikalisierung sei ein in der Regel langwieriger und häufig unterschwelliger Prozess, der mit einer Anfälligkeit für bestimmte Ideologeme durch Erziehung, Sozialisation, patriarchale und autoritäre Familien- und Gesellschaftsstrukturen sowie bestimmte, verbreitete „Islamverständnisse“ (Mansour) beginnen könne. Zudem gäbe es, so Mansour, ein islamisches Selbstverständnis, das vor allem die Opferrolle betone und daraus die Legitimation für den Hass auf den Westen ableite. Dass der Dschihadismus Anknüpfungspunkte an ein konservatives Islamverständnis und an innerislamische Diskurse finde, sei ein großes Problem, so Mansour. Außerdem plädierte er dafür, unbegleitete minderjährige Flüchtlinge besser vor Radikalisierern zu schützen, die ganz gezielt Flüchtlingsunterkünfte aufsuchen, „weil sie wissen, dass diese Gruppe sehr leicht zu manipulieren ist“. Steinberg erklärte, dass es mittlerweile genügend Anhaltspunkte dafür gebe, dass sich der Täter schon länger mit dschihadistischen Inhalten identifiziert haben muss. Seine Unauffälligkeit bis zur Tatnacht könne nicht als Beleg für fehlende Affinität zum IS verstanden werden.

## Kontext
In Frankreich und Deutschland gab es mit dem Anschlag bei Würzburg binnen zwölf Tagen fünf Anschläge, die große öffentliche Aufmerksamkeit fanden:
- Am 14. Juli, dem französischen Nationalfeiertag: Ein Anschlag in Nizza (85 Tote, 434 Verletzte)
- Am 18. Juli: Der Anschlag bei Würzburg
- Am 22. Juli: Ein Anschlag in München (9 Tote)
- Am 24. Juli: Ein Anschlag in Ansbach (15 Verletzte)
- Am 26. Juli: Ein Anschlag in Saint-Étienne-du-Rouvray (1 Toter)

Nach jedem dieser Ereignisse mit Ausnahme des Anschlag in München behauptete die Terrormiliz „Islamischer Staat“, der oder die Attentäter hätten dem IS nahegestanden oder seien ihre „Soldaten“ gewesen. Der Anschlag in München hatte keinen islamistischen Hintergrund.